# Acropora yongei
Acropora yongei е вид корал от семейство Acroporidae. Видът е незастрашен от изчезване.

## Разпространение
Разпространен е в Австралия, Бахрейн, Британска индоокеанска територия, Вануату, Виетнам, Индия, Индонезия, Иран, Камбоджа, Катар, Кирибати, Коморски острови, Мавриций, Мадагаскар, Майот, Малайзия, Малдиви, Маршалови острови, Микронезия, Мозамбик, Науру, Нова Каледония, Обединени арабски емирства, Оман, Палау, Папуа Нова Гвинея, Провинции в КНР, Реюнион, Саудитска Арабия, Сейшели, Сингапур, Соломонови острови, Сомалия, Тайван, Тайланд, Тувалу, Уолис и Футуна, Фиджи, Филипини и Япония.